# يحيي أباد (صحرا بردسكن)
یحیی أباد (بالفارسية: یحیی‌آباد) هي قرية تقع في إيران في قسم صحرا الريفي. يقدر عدد سكانها بـ 7 نسمة .